# Vovoúsa
Vovoúsa, en grec moderne : Βοβούσα, est un village et un ancien dème du district régional d'Ioánnina, en Épire, Grèce. Depuis 2010, il est fusionné au sein du dème de Zagóri.
Selon le recensement de 2011, la population du dème ainsi que celle du village compte 115 habitants.